# Dunbar (Nebraska)
Dunbar je selo u američkoj saveznoj državi Nebraska. Prema popisu stanovništva iz 2010. u njemu je živjelo 187 stanovnika.